# تکنولایز
تکنولایز (ژاپنی: テクノライズ هپبورن: Tekunoraizu) نام یک مجموعه تلویزیونی انیمه ژاپنی به کارگردانی هیروشی هاماساکی تولید سال ۲۰۰۳ و از محصولات استودیوی مدهاوس است.
موضوعات این سریال بزرگسالان بیشتر در مباحث هوش مصنوعی، خودآگاهی، تکامل بشری، و فلسفه ذهن با زمینه علمی-تخیلی می‌باشد.